# Guillaume de Saint-Calais
Guillaume de Saint-Calais (vers 1030 – 2 janvier 1096), ecclésiastique et administrateur anglo-normand, fut un proche conseiller des deux premiers rois normands d'Angleterre Guillaume le Conquérant et Guillaume le Roux. Il fut évêque de Durham à partir de 1080. Il a été suggéré qu'il pourrait être la tête pensante et l'organisateur de l'enquête qui a abouti à la rédaction du Domesday Book.

## Biographie

### Début de carrière
Guillaume de Saint-Calais est éduqué au chapitre cathédral de Bayeux patronné par l'évêque Odon de Bayeux. Contrairement à la majorité des évêques anglo-normands, il commence sa carrière en devenant moine à l'abbaye bénédictine de Saint-Calais dans le comté du Maine, comme son père avant lui. Il en devient le prieur, puis est élu abbé de l'abbaye Saint-Vincent du Mans.
Après le meurtre de l'évêque de Durham Guillaume Walcher († 14 mai 1080), Guillaume le Conquérant choisit de nommer à la tête de cet évêché un homme plus diplomate, qui a l'expérience des régions de marches. Guillaume de Saint-Calais correspond au profil, car il a déjà eu à intervenir dans les affaires séculières, dans une région où l'emprise normande est souvent remise en question. L'évêché de Durham est d'une importance particulière dans le Royaume d'Angleterre, car quinze ans après la conquête normande, le nord du royaume est toujours plus ou moins hors du contrôle royal. En 1069-1070, le Conquérant avait mené une campagne sanglante et dévastatrice dans le nord afin de le soumettre, mais la région n'était toujours pas pacifiée.
Le siège épiscopal lui est donné le 9 novembre 1080, et il passe donc des marches de l'Anjou aux marches de Écosse, avec une ville et son château entre ses mains. Pour Frank Barlow, cela montre à quel point le roi avait confiance en lui. Il appartient aux cercles des intimes du roi, attestant ses chartes et ses actes juridiques. Il occupe une fonction équivalente à celle de Chief Justiciar (sorte de Premier ministre) qui apparaît sous le règne d'Henri II, et est donc impliqué dans la gestion des affaires courantes du royaume. Sous son gouvernement, le comté est pacifié, et il débute la réforme de son église et de son diocèse.

### Domesday Book
L'enquête conduisant à la réalisation du Domesday Book est menée entre Noël 1085 et août 1086. Il a été suggéré, en se basant sur les nombreuses preuves qui associent les scribes du rapport et le scriptorium de Durham, que Guillaume de Saint-Calais est la tête pensante, l'organisateur et le superviseur de l'opération,. Il est plausible aussi qu'il soit l'un des commissaires chargés de collecter les informations nécessaires dans une tournée régionale. Il est aussi significatif que sous le règne de Guillaume le Roux (1087-1100), il soit le témoin de chaque acte du roi se référant au Domesday Book,.
Après l'accession au trône de Guillaume le Roux, son influence ne fait que s'accroître. D'après la Chronique anglo-saxonne, « le roi traita si bien l'évêque que tout le royaume suivit ses conseils et fit exactement ce qu'il voulait, ». Jean de Worcester précise : « le roi comptait sur son jugement de conseiller dévoué, [Saint-Calais] étant un homme de grande sagacité, et tout l'État d'Angleterre était sous son administration. »
S'il avait le Domesday Book à disposition, c'est peu surprenant : « le savoir est le pouvoir ».

### Rébellion de 1088

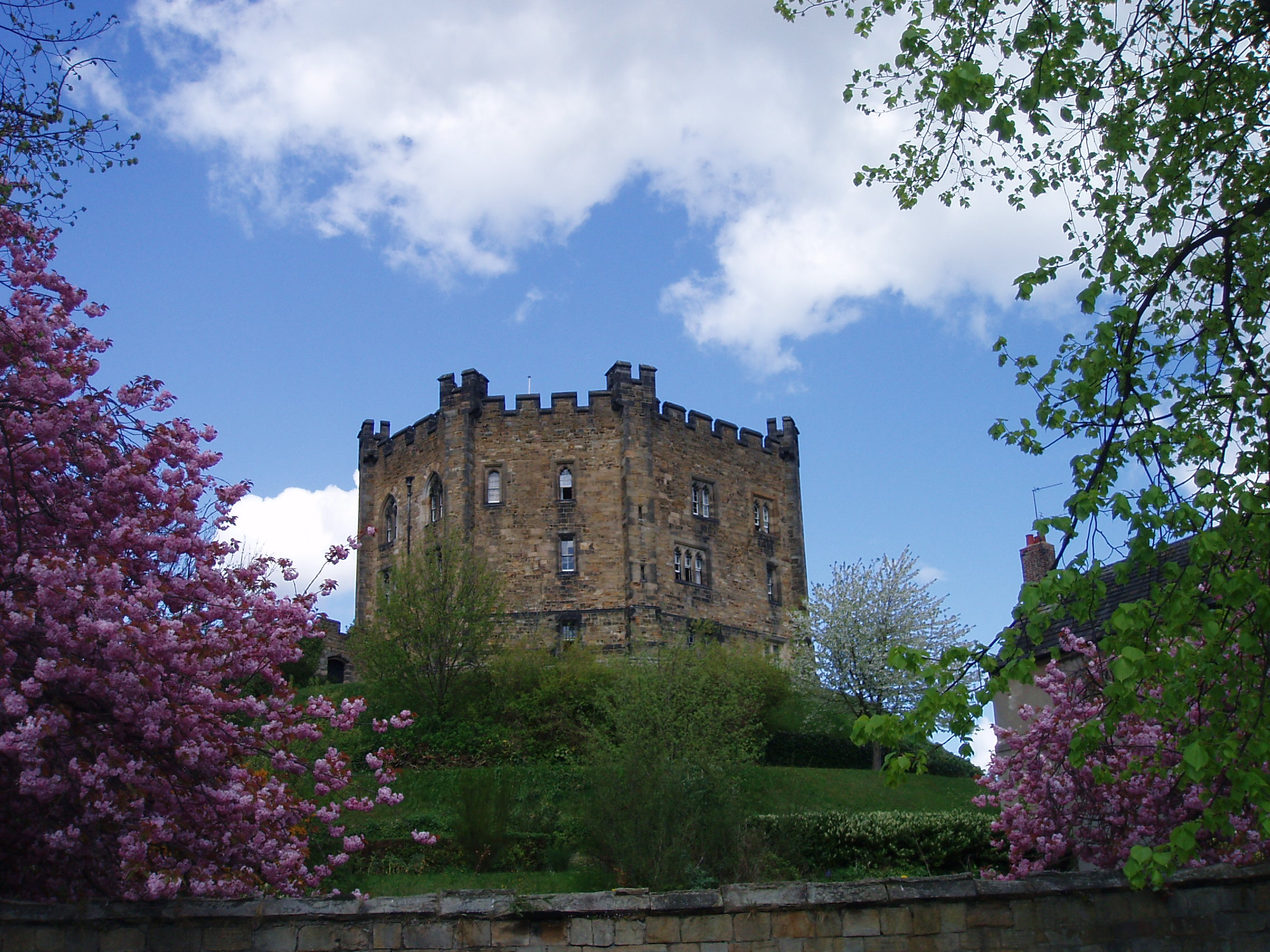
Il se réfugie dans le donjon du château de Durham en 1088.

À la mort du Conquérant, le duché de Normandie et le Royaume d'Angleterre se retrouvent dirigés par deux maîtres différents. Cette situation pose problème aux barons normands qui ont des possessions des deux côtés de la Manche. Une rébellion finit par éclater, afin de placer sur le trône d'Angleterre le frère aîné du roi, Robert Courteheuse, le duc de Normandie. Le meneur de cette conspiration est Odon de Bayeux, l'oncle du roi, et l'ancien tuteur de Guillaume de Saint-Calais. Pour Frank Barlow, il a très probablement été approché pour se joindre au mouvement, et a certainement agit de manière suspecte. D'après la pétition qu'il adresse au roi, ce serait lui qui l'aurait informé du complot, dont il connaissait les détails pour avoir été approché et avoir été impliqué malgré lui. Il affirme aussi que c'est grâce à lui que les villes de Douvres, Hastings et Londres restent fidèles au roi alors qu'elles étaient pratiquement perdues.
Ensuite, quand le roi lui ordonne de l'accompagner dans sa campagne contre ses ennemis, il part de la cour sous le prétexte d'aller lever de nouvelles troupes, mais il ne revient pas. Il est toujours au château de Durham quand la rébellion est réprimée. Ses terres sont saisies par le shérif du Yorkshire Raoul Paynell, le 12 mars 1088,. Il écrit alors au roi une lettre plutôt insolente dans laquelle il lui fait remarquer qu'il ne voit pas pourquoi ses terres lui sont confisquées, alors qu'il ne lui est officiellement rien reproché. Il se dit prêt à comparaître devant la justice pour peu qu'il soit jugé suivant les lois canoniques, car « il n'est pas donné à n'importe qui, toutefois, de pouvoir juger un évêque ». Guillaume le Roux lui accorde alors un sauf-conduit pour venir à la cour répondre à l'accusation de désertion, mais les négociations sur les conditions préalables à sa venue durent des mois. Il vient finalement à la cour royale vers juillet 1088, mais est immédiatement renvoyé car les deux hommes sont en complet désaccord sur la façon dont doit se dérouler le procès. Guillaume de Saint-Calais veut évidemment être jugé par ses pairs, et il est soutenu en cela par les deux archevêques du royaume.
De retour à Durham, il s'oppose toujours à la volonté du roi, et ce dernier envoie alors une armée menée par Roger le Poitevin, et soutenue par Alain le Roux, pour l'assiéger dans sa ville. Il finit par se rendre, et est ramené à la cour par Roger durant l'automne 1088. Il est traduit devant la cour royale le 2 novembre 1088 à Salisbury. Il est accusé d'avoir brisé son vœu de fidélité au roi durant une campagne, ce qui équivaut à une trahison,. L'archevêque de Cantorbéry Lanfranc, représentant le roi au procès, insiste sur le fait que Saint-Calais est jugé en tant que seigneur séculier, et que sa position ecclésiastique n'est pas remise en question, mais seulement les possessions temporelles attachées à son diocèse. Saint-Calais invoque l'immunité canonique, arguant qu'à la suite de la réforme grégorienne (du nom du pape Grégoire VII), il ne peut pas être jugé par un tribunal séculier, mais uniquement par ses pairs et le pape. Lanfranc rejette cette argumentation, la déclarant non recevable, mais Saint-Calais menace alors d'en appeler au pape. Lanfranc démonte ses arguments et démontre qu'il lui est offert un procès juste et équitable, qui a déjà connu un précédent avec celui d'Odon de Bayeux en 1082,. La cour rejette donc ses requêtes et Henri de Beaumont, le président du jury, le déclare coupable, et le condamne à la perte de son fief et de son château. Comme il refuse d'accepter le verdict et de rendre le château, il est menacé d'être emprisonné, et décide alors d'en appeler au pape. Finalement, il se rend compte que toute résistance est inutile, et après la reddition du château le 14 novembre, il est autorisé à s'exiler en Normandie, probablement en décembre. Il y est si bien accueilli par le duc Robert Courteheuse, qu'il décide d'entrer à son service comme conseiller.

### Retour en Angleterre
En 1091, alors que Guillaume le Roux a envahi l'est du duché de Normandie, Saint-Calais sert de médiateur entre les hommes du roi assiégés et les assiégeants. Grâce à lui, ces derniers quittent les lieux. Il prend aussi part aux négociations entre les deux frères qui aboutissent au traité de Caen un peu plus tard. Le roi le restaure alors dans ses possessions anglaises. Le 11 septembre 1191, alors que les deux frères Guillaume le Roux et Robert Courteheuse mènent ensemble une campagne contre les Écossais, il reprend possession de Durham. Il est par la suite toujours loyal à son suzerain. Il reprend sa place de proche conseiller, bien qu'il soit peu probable qu'il soit aussi proche de lui qu'auparavant.
En février 1095, au Concile de Rockingham, il mène la charge des évêques contre l'archevêque Anselme de Cantorbéry. Agissant comme procureur du roi, il accuse le primat d'avoir violé son vœu de fidélité au roi en reconnaissant Urbain II comme pape, alors que le roi n'avait pas fait son choix,. Eadmer de Cantorbéry, le biographe d'Anselme, pensait que si Saint-Calais avait été si agressif avec l'archevêque, c'est qu'il avait l'ambition de le remplacer. Anselme, qui s'appuie sur des bases légales solides, refuse de revenir sur sa décision, et préfère s'exiler en attendant que le roi reconnaisse Urbain II. Saint-Calais, qui avait été incapable de produire des arguments juridiques solides pour contrer l'archevêque se voit reprocher l'échec du concile par le roi.

### Diocèse de Durham

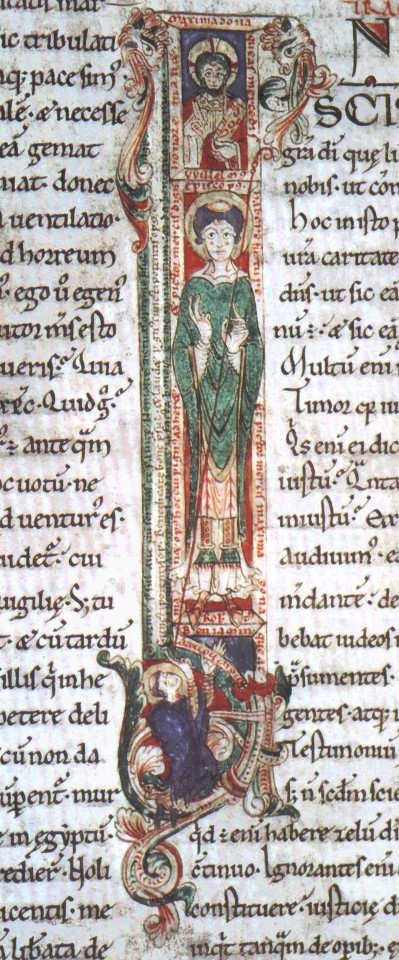
Une enluminure d'un manuscrit du XI représentant Guillaume de Saint-Calais avec à ses pieds un autoportrait du scribe.

Durant sa présence à la tête du comté de Durham, il réorganise complètement son évêché. Il importe la tradition monastique de l'ancien évêché de Lindisfarne, car son évêché est récent et n'a été créé qu'en 995. En 1083, il remplace les clercs séculiers, dont certains sont mariés, par les moines venus d'Evesham et Winchcombe qui avaient refondé les monastères de Monkwearmouth et Jarrow sous son prédécesseur, l'évêque Guillaume Walcher. Il décide aussi d'organiser son église en prenant pour modèle ce que Lanfranc avait fait à Cantorbéry. Il décide donc d'être à la fois évêque et abbé de ses moines. Un peu plus tard, il fait de son prieur son archidiacre, achevant ainsi l'intégration. Le 11 août 1093, en présence du roi Malcolm III d'Écosse, il pose la première pierre de la future cathédrale de Durham, qui est considérée comme l'un des plus beaux exemples d'architecture normande qui nous soit parvenus. Il tisse aussi de nombreux liens avec d'autres communautés religieuses afin de réduire l'isolement de son église.
En plus de s'occuper de son diocèse, il doit aussi réduire l'instabilité de son comté et le sécuriser. Il n'a pas la tâche facile, car d'une part, c'est le dernier comté dans lequel les Anglo-saxons ont un peu d'influence, d'autre part, les invasions y sont fréquentes, les rois écossais ayant l'ambition d'accaparer le territoire. Il a, qui plus est, un rival en la personne de son voisin Robert de Montbray, le comte de Northumbrie. Pour neutraliser les Écossais, il décide de se lier d'amitié avec leur roi Malcolm III, et de l'attacher, ainsi que toute sa famille, à son église de Durham. Cette tactique ne fonctionne pas, car en mai 1091, puis en novembre 1093, les Écossais envahissent à nouveau le nord de l'Angleterre. Finalement, Malcolm III est tué lors d'une embuscade par le comte de Northumbrie, et Guillaume le Roux parvient à mettre sur le trône d'Écosse Edgar, l'un des fils du défunt qui est aussi son protégé. Lorsque Robert de Montbray complote puis se rebelle contre le roi en 1095, Saint-Calais assiste le roi dans sa campagne victorieuse contre le comte. Entre-temps, la situation du comté a été assainie, et il est désormais sous contrôle.
Cette année-là, il est à la cour de Noël qui se tient à Windsor pour assister au procès du comte. L'un de ses chevaliers lui révèle qu'il a une vision dans laquelle il le voyait mourir sous peu. Quelques jours plus tard, le jour de Noël, il tombe gravement malade, et meurt à l'aube du 2 janvier 1096. Il est inhumé le 16 janvier dans la salle capitulaire de l'église Saint-Cuthbert.

### Portrait
Siméon de Durham, l'historien du diocèse de Durham, le décrit comme un homme consciencieux et compétent dans sa fonction. Il mentionne qu'à Durham on se souvenait de lui comme d'un évêque exemplaire possédant toutes les vertus que l'on attend d'un moine. Il est vrai qu'il contraste de manière saisissante avec son successeur, Rainulf Flambard, sous le pontificat duquel écrivait le chroniqueur. Les qualités qu'il mentionne sont nombreuses : un homme bon, religieux, avisé, intelligent, sage, subtil, possédant une excellente éducation, attentionné envers ses moines et bienveillant pour son église. Il mentionne aussi qu'il avait une très bonne connaissance de la loi canonique, et qu'il était un orateur éloquent. Il peut revendiquer d'avoir été à l'origine des deux plus somptueux monuments qui nous soit parvenus de cette époque : le Domesday Book (probablement) et la cathédrale de Durham.